# Elena Murelli
Elena Murelli (Piacenza, 29 luglio 1975) è una politica italiana.

## Biografia
Sposata e mamma di tre bambini, dopo il diploma in Perito Aziendale e Corrispondente in Lingue Estere, studia all'Università Cattolica del Sacro Cuore, dove si laurea nel marzo 1999 in Economia e Commercio, discutendo una tesi intitolata: Internet: un new medium al servizio dei Paesi in via di sviluppo. Per questo lavoro, tradotto in inglese e pubblicato dal Commonwealth, ottiene lusinghieri diversi riconoscimenti tra cui il Premio nazionale assegnatole dall'Istituto Poligrafico e Zecca dello Stato nel 2000 per la migliore tesi di laurea.
In seguito parte per il Canada per studiare “Business Communication” all’Università di Toronto. Al suo ritorno lavora prima per un consulente informatico di Piacenza e successivamente viene richiamata dal Professor Domenico Ferrari per lavorare al "CRATOS" (Centro di Ricerca per le Applicazioni della telematica alle Organizzazioni e alla Società), presso la Facoltà di Economia dell’Università Cattolica. In questo periodo presenta in diverse conferenze le sue ricerche inerenti al “Digital Divide”. Inoltre, partecipa come delegato italiano sia al Parlamento Internazionale dei Giovani nell’ottobre 2000 a Sydney, sia al Parlamento Europeo dei Giovani a Bruxelles nel dicembre 2001.
Nel settembre 2000, insieme ad altre 23 persone provenienti da altre città italiane e diverse parti del mondo, inizia la sua esperienza al Master of Management in the Network Economy (MINE), organizzato dall’Università Cattolica del Sacro Cuore in collaborazione con la School of Management and System dell’Università di Berkeley, in California(USA). Al termine del Master nel 2021, lavora al CRATOS, ideando e curando lo sviluppo di progetti inerenti al tema dell’e-learning e mobile-learning (formazione a distanza) presentati e finanziati dall’Unione Europea.
Dal 2002 al 2018 è docente a contratto di Informatica Generale e ICT II presso l’Università Cattolica del Sacro Cuore della sede di Piacenza e di Cremona ed inoltre insegna: Precorsi Sistemi Informativi Aziendali (a.a. 2015-2016) e corso di Excel alla Laurea Magistrale in Food Marketing – Facoltà di Economia (dal 2015 al 2017).
Nel 2005 diventa consulente libera professionista in gestione e amministrazione progetti di ricerca e di investimento (Project Management e Financial Project Accounting), in particolare nello sviluppo e gestione di progetti di finanziamento presentati a livello regionale, nazionale o Commissione Europea, sia in bandi che in gare per diversi clienti su tematiche diverse da ICT, ambiente, agricoltura, cultural heritage. Si occupa anche della gestione finanziaria e rendicontazione degli stessi progetti finanziati. Ha sviluppato studi di fattibilità per progetti di investimento e di marketing con analisi di fattibilità e convenienza per aziende italiane ed estere ed organizzato diversi eventi, tra cui workshop, conferenze e summer school, compreso il supporto nella creazione di materiale pubblicitario.
Dal 2005 al 2009 per il centro di ricerca CRATOS dell’Università Cattolica sviluppa diversi progetti sulle tematiche dell’e-learning e del mobile learning sia in ambito europeo che internazionale.
Dal 2005 al 2007 è stata Research Funding Coordinator presso il centro di ricerca CREATE-NET inglobato poi nella Fondazione Bruno Kessler a Trento per lo sviluppo di proposte di progetti di ricerca presentate sia in bandi che in gare dei progetti di ricerca finanziati dalla Commissione Europea, dal Ministero degli Affari Esteri Italiano, dal Ministero della Ricerca Italiana (MIUR) e per la loro gestione amministrativa. 
Dal 2007 al 2014 è docente per il corso di Europrogettazione presso la Scuola di Dottorato AGRISYSTEM dell’Università Cattolica del Sacro Cuore di Piacenza ed ha tenuto corsi di formazione sul Project Management e sulla progettazione Europea per diversi clienti pubblici e privati.
Dal 2008 al 2012 è Project manager e coordinatore amministrativo presso EAAP (European Association of Animal Production), a Roma, dei due progetti europei: EFABISNET - REDNEX.
Dal 2016 al 2018 è consulente Responsabile Amministrativo presso AIA (Associazione Italiana Allevatori) per il progetto internazionale in Uzbekistan finanziato dalla Commissione Europea.
Dal 2012 al 2018 è co-responsabile del Master of International Management dell’Università Cattolica del Sacro Cuore.
Dal 2012 al 2018 è consulente responsabile dell’Ufficio Ricerca dell’Università Cattolica del Sacro Cuore, dove si è occupata della gestione dei progetti di ricerca presentati per finanziamenti a livello regionale, nazionale e Comunitario.

## Attività politica

### Gli inizi e prime esperienze politiche
Nel 2009 diventa militante della Lega Nord, con cui alle elezioni amministrative del 2009 è candidata per la coalizione del centrodestra alla carica di sindaco di Podenzano, ottenendo il 39,6% dei voti, non sufficienti a battere il candidato uscente, Alessandro Ghisoni. Dal 2009 al 2014 è quindi consigliere comunale di minoranza. Alle elezioni del 2014 e del 2019 è candidata e rieletta alla carica di consigliere comunale di Podenzano.

### Elezione a deputata
Alle elezioni politiche del 2018 viene eletta alla Camera dei deputati nella lista della Lega nel collegio plurinominale Emilia-Romagna - 04.
Dal 21 giugno 2018 è membro della XI Commissione: Lavoro, alla Camera e capogruppo Lega da marzo 2018 ad agosto 2020. Inoltre è stata membro della XIV Commissione: Politiche Europee, da Marzo 2018 a Settembre 2019, in sostituzione del Vice Ministro dello Sviluppo economico Dario Galli, nel Governo Conte I, membro dell’Intergruppo Parlamentare Innovazione Tecnologica da Marzo 2018 e Presidente dell’Intergruppo Parlamentare Italia-Arabia-Saudita.
Proposte di legge come prima firmataria:
- "Modifiche all'articolo 172 del codice della strada, di cui al decreto legislativo 30 aprile 1992, n. 285, e altre disposizioni per prevenire l'abbandono di bambini nei veicoli chiusi". Presentata il 12 giugno 2018, annunziata il 13 giugno 2018.
- "Modifica all'articolo 1, comma 9, della legge 23 agosto 2004, n. 243, concernente la rideterminazione della durata del regime sperimentale di accesso al trattamento pensionistico di anzianità in favore delle lavoratrici mediante opzione per il calcolo secondo il sistema contributivo" (1120). Presentata l'8 agosto 2018, annunziata il 4 settembre 2018.
- "Modifiche al decreto legislativo 30 giugno 1994, n. 479, concernenti l'ordinamento e la struttura organizzativa dell'Istituto nazionale della previdenza sociale e dell'Istituto nazionale per l'assicurazione contro gli infortuni sul lavoro". Presentata il 12 settembre 2018, annunziata il 13 settembre 2018.
- "Modifiche alla legge 4 luglio 2005, n. 123, recante norme per la protezione dei soggetti malati di celiachia". Presentata il 3 ottobre 2018, annunziata il 4 ottobre 2018.
- "Disposizioni in materia di lavoro, occupazione e incremento della produttività". Presentata il 2 maggio 2019, annunziata il 7 maggio 2019.
- "Modifiche al decreto-legge 28 gennaio 2019, n. 4, convertito, con modificazioni, dalla legge 28 marzo 2019, n. 26, in materia di esclusione dei condannati per gravi delitti dal beneficio del reddito di cittadinanza". Presentata l'11 ottobre 2019, annunziata il 14 ottobre 2019.
- "Istituzione della Giornata nazionale in memoria delle vittime dell'epidemia di COVID-19". Presentata il 28 aprile 2020, annunziata il 29 aprile 2020. Legge 18 marzo 2021, n. 35 Gazzetta Ufficiale n. 67 del 18 marzo 2021.

### Elezione a senatrice
Alle elezioni politiche anticipate del 2022 viene candidata al Senato della Repubblica sia nel collegio uninominale Emilia-Romagna - 01 (Parma), sostenuto dalla coalizione di centro-destra, oltreché nelle liste della Lega nel collegio plurinominale Emilia-Romagna - 01 in seconda posizione, risultando eletta senatrice nell'uninominale con il 45,42% dei voti e superando i candidati del centro-sinistra Giuseppe Negri (30,98%) e del Movimento 5 Stelle Gabriella Anna Maria Blancato (9,31%). Nella XIX legislatura è capogruppo della Lega nella 10ª Commissione Affari sociali, sanità, lavoro pubblico e privato, previdenza sociale, componente della 4ª Commissione Politiche dell'Unione europea, in sostituzione del ministro delle infrastrutture e dei trasporti e vicepremier Matteo Salvini, della Commissione parlamentare di vigilanza RAI, della Commissione parlamentare d'inchiesta sulle condizioni di lavoro in Italia, sullo sfruttamento e sulla sicurezza nei luoghi di lavoro, della Sottocommissione permanente per l'accesso e della Delegazione italiana presso l'Assemblea parlamentare dell'Iniziativa centro europea.
È anche presidente dell'Intergruppo parlamentare per le Malattie Cardio Cerebro e Vascolari, sulla Malattia Celiaca, Intolleranze Alimentari e AFMS (Alimenti a Fini Medico Speciali), e sul Motorismo Storico, oltreché membro dell'Intergruppo parlamentare UIP con Arabia-Saudita, Paesi del Golfo, Taiwan, Israele, Austria, Svizzera, Francia, Spagna, Portogallo, Paesi INCE e Innovazione, Sanità digitale, One Health, Donazioni.

## Controversie
Il 12 agosto 2020 viene sospesa dal partito a causa del suo coinvolgimento nello scandalo dei cosiddetti "furbetti del bonus"; Murelli ha infatti richiesto e percepito il bonus Inps di 600 euro previsto per i titolari di partita Iva in difficoltà economica a causa della pandemia di COVID-19. Nemmeno un mese prima, il 23 luglio 2020, in un intervento alla Camera aveva accusato il governo di "importare il Covid con i migranti per tenersi le poltrone" e aveva definito il bonus dei 600 euro "un'elemosina".
Tuttavia, a seguito dei controlli avviati già ad agosto 2020 dal Garante della Privacy, l’Istituto Previdenziale è stato sanzionato con una multa di 300.000 euro. L'autorità di controllo ha infatti riscontrato violazioni nell'ambito degli accertamenti antifrode effettuati dall'Inps riguardo al "bonus Covid".

## Pubblicazioni
- E. Murelli, Foreward by Rogers W’ Okot-Uma “Breaking the Digital Divide: Implications for Developing Countries” - Stylus Publishing, February 2003

- Hakikur Rahman, Elena Murelli et all., “Advances in Knowledge Communities and Social Networks (AKCSN)”, Idea Group, Inc, October 2010

- Hakikur Rahman, Elena Murelli et all., “Selected Readings on Global Information Technology: Contemporary Applications”. Idea Group, Inc, August 2008.

- Hakikur Rahman, Elena Murelli et all., “Empowering Marginal Communities with Information Networking”, Idea Group, Inc, April 2005

- Giorgio Da Bormida, Marco Di Girolamo, Ingo Dahn, Elena Murelli: An Open Abstract Framework for Modelling Interoperability of Mobile Learning Services. EDUTECH 2004: 113-120